# Манихино-2 (посёлок при станции)
Манихино-2 — упразднённый в 2004 году населённый пункт (посёлок станции) Ермолинского сельского поселения Истринского района Московской области России. Современная улица Манихинская посёлка Агрогородок в городе областного подчинения Истра с административной территорией Московской области.

## География
Расположено при станции Манихино II Московской железной дороги.

## История
Населённый пункт появился при постройки западного полукольца Большого кольца и открытии станции в 1943 году.. В селении жили семьи тех, кто обслуживал железнодорожную инфраструктуру узловой железнодорожной станции Большого кольца Московской железной дороги.
29 января 2004 года посёлок станции Манихино-2 был включён в состав Агрогородка.

## Инфраструктура
Основа экономики — обслуживание путевого хозяйства Московской железной дороги. 

## Транспорт
Доступен автомобильным и железнодорожным транспортом. 
.